# خورشیدگرفتگی ۲ نوامبر ۱۹۶۷
خورشیدگرفتگی ۲ نوامبر ۱۹۶۷ (به انگلیسی: Solar eclipse of November 2, 1967) یک خورشیدگرفتگی از نوع خورشیدگرفتگی کامل است. این خورشیدگرفتگی در تاریخ ۲ نوامبر ۱۹۶۷ میلادی (‎۱۱ آبان ۱۳۴۶ خورشیدی) روی داد که زمان اوج آن، ساعت ۵:۳۸:۵۶ به‌وقت ساعت هماهنگ جهانی بوده‌است.